# Alles Verbrecher – Leiche im Keller
Alles Verbrecher – Leiche im Keller ist eine deutsche Krimikomödie von Rolf Silber aus dem Jahr 2015, die im Auftrag für Das Erste produziert wurde und ist eine Fortsetzung von Alles Verbrecher – Eiskalte Liebe. Die Erstausstrahlung erfolgte am 26. Februar 2015 als Donnerstagskrimi im Ersten in der ARD.

## Handlung
Rudi Sterzenbach hat im Hauskeller alles für eine gemeinsame Nacht mit seiner Nachbarin Maren Wenning hergerichtet, da findet er plötzlich eine Leiche in seinem vorbereiteten Liebesnest. Der Polizei verschweigt er jedoch sein eigentliches Ziel an diesem Abend und gibt vor, allein im Keller gewesen zu sein und die Leiche gefunden zu haben. Die Identität des Toten kann von Herta Frohwitter und ihrem Kollegen Marco Petrassi schnell ermittelt werden. Es handelt sich um den Bauunternehmer Armin Teller, der gerade viel Ärger mit der Bürgerinitiative hatte, die sich gegen die Gentrifizierung des Wohnviertels einsetzt. Sein Geschäftspartner Raffael Sobocinski ist entsetzt von Tellers Tod und nicht gerade erfreut, dass zunächst Baustopp für sein Projekt ausgesprochen wird.
Die Ermittler stellen fest, dass ihr Vorgesetzter Volker Quabeck ebenfalls in den Fall verstrickt sein könnte, denn er ist der Vorsitzende der Bürgerinitiative. Somit wird Quabeck beurlaubt, um den Fall nicht zu behindern. Potentiell ist er sogar ein Verdächtiger.
Die Ermittler konzentrieren sich bei ihren Recherchen auf die Mitglieder der Bürgerinitiative, lassen aber auch Tellers Geschäftspartner nicht außer Acht. Trotz aller Bemühungen finden sich jedoch keine konkreten Anhaltspunkte gegen eine bestimmte Person. Erst nach Abgleich aller DNA-Proben steht fest, dass neben Rudi Sterzenbach auch Maren Wenning – ebenfalls Mitglied der Bürgerinitiative – am Tatort gewesen sein muss. Frohwitter findet es jedoch seltsam, dass die attraktive Wenning sich für den „primitiven“ Sterzenbach interessiert haben soll. Die Kommissarin spricht Wenning darauf an und ist von deren Erklärung nicht so recht überzeugt. Ehe sie sich jedoch weiter um diese Verdächtige kümmern kann, wird auf Bauamtsleiter Dieter Reschke ein Anschlag verübt; alles deutet auf eine Erpressung hin. So wie es sich darstellt war Teller ein Freund von Sexpartys, der es für seine Interessen ausnutzte, wenn er dort ranghohe Beamte traf. Einer dieser Männer war der Bauamtsleiter, den Teller mittels heimlicher Videoaufnahmen in der Hand hatte. Nach seinem Tod scheint jemand diese Aufnahmen weiter gegen Reschke eingesetzt zu haben. Sobocinski scheint hierfür am verdächtigsten zu sein, doch benimmt er sich bei seiner Vernehmung absolut nicht wie ein schuldiger Täter. So wendet sich Frohwitter noch einmal Maren Wenning zu. Im Gespräch mit ihr erfährt sie, dass Wenning sich nur mit Sterzenbach verabredet hatte, um ihn in den Keller zu locken, damit Tellers Leiche gefunden wird. Der Bauunternehmer wäre ihr am Tatabend dorthin gefolgt und hätte sie sexuell bedroht, gedemütigt und derart provoziert, dass sie aus Angst nach einem Gegenstand gegriffen und ihm diesen so fest auf den Kopf geschlagen zu hätte, dass er daran gestorben sei. Ihre Wiederbelebungsversuche hätten nichts mehr geholfen. Frohwitter stellt Wenning frei, sich am nächsten Tag im Präsidium zu melden, um ihre Aussage freiwillig zu Protokoll zu geben, was sich positiv auf das Strafmaß auswirken würde.

„Glauben Sie, dass man Dinge, vor denen man Angst hat, einfach so packen, fesseln und wegtun kann?“

## Hintergrund
Alles Verbrecher – Leiche im Keller wurde vom 18. August 2014 bis zum 19. September 2014 in und um Frankfurt am Main gedreht. Für den Film zeichnete die U5 Filmproduktion GmbH & Co.KG verantwortlich.
Als Musiktitel wird im Film Who Let the Dogs Out von Baha Men verwendet.

## Kritik
Tilmann P. Gangloff von tittelbach.tv wertete: „Der erste Film aus der Reihe ‚Alles Verbrecher‘ war eine harmlos-heitere Krimikomödie; mit Betonung auf harmlos. Der zweite, ‚Leiche im Keller‘ von Komödien-Regisseur Rolf Silber, hat deutlich mehr Biss und Tempo. Außerdem weist die Geschichte über die Gentrifizierung eines Frankfurter Stadtteils eine gewisse Relevanz auf.[…] Sehenswert ist vor allem Oliver Stokowski; und wer (die hessische) Mundart mag, kommt ohnehin auf seine Kosten.“
Die Kritiker der Fernsehzeitschrift TV Spielfilm schrieben, „Ursprünglich als Vorabendserie geplant, setzt das „Krimödchen“ auf platte Schenkelklopfer und hampelige Schauspielmätzchen. Das unterfordert Mimen wie Zuschauer“.